# BMW G11
BMW G11 är en personbil i BMW 7-serien som den tyska biltillverkaren BMW introducerade hösten 2015. Den ersatte BMW F01-generationen som tillverkats sedan 2008. Bilar med lång hjulbas betecknas G12.

## Motor
| Modell | Årsmodell | Motor                    | Cylindervolym | Effekt | Bränslesystem                      |
| ------ | --------- | ------------------------ | ------------- | ------ | ---------------------------------- |
| 730d   | 2016-22   | B57: 6-cyl radmotor DOHC | 2993 cm³      | 265 hk | Common rail turbodiesel            |
| 740d   | 2016-22   | B57: 6-cyl radmotor DOHC | 2993 cm³      | 320 hk | Common rail turbodiesel            |
| 750d   | 2017-22   | B57: 6-cyl radmotor DOHC | 2993 cm³      | 400 hk | Common rail turbodiesel            |
| 730i   | 2016-22   | B48: 4-cyl radmotor DOHC | 1998 cm³      | 258 hk | Direktinsprutning, turbo           |
| 740e   | 2016-18   | B48: 4-cyl radmotor DOHC | 1998 cm³      | 326 hk | Direktinsprutning, turbo + elmotor |
| 740i   | 2016-18   | B58: 6-cyl radmotor DOHC | 2998 cm³      | 326 hk | Direktinsprutning, turbo           |
| 750i   | 2016-18   | N63: 8-cyl V-motor DOHC  | 4395 cm³      | 450 hk | Direktinsprutning, turbo           |
| M760Li | 2017-18   | N74: 12-cyl V-motor DOHC | 6592 cm³      | 610 hk | Direktinsprutning, turbo           |
| 745e   | 2019-22   | B58: 6-cyl radmotor DOHC | 2998 cm³      | 394 hk | Direktinsprutning, turbo + elmotor |
| 750i   | 2019-22   | N63: 8-cyl V-motor DOHC  | 4395 cm³      | 530 hk | Direktinsprutning, turbo           |
| M760Li | 2019-22   | N74: 12-cyl V-motor DOHC | 6592 cm³      | 585 hk | Direktinsprutning, turbo           |